# Ленинградский семинар самодеятельных композиторов
Семина́р самоде́ятельных компози́торов — уникальная государственная система бесплатного факультативного обучения в СССР одаренных в области музыки людей.
Существовала в СССР с конца 1940-х вплоть до конца 1980-х. Многие известные композиторы и музыканты сначала были учащимися этих Семинаров. Например, В. С. Дашкевич и А. П. Аверкин, и др.
Идея подобных государственных учреждений зародилась в недрах Ленинградской организации Союза композиторов (ЛОСК) СССР в конце 1940-х сразу после Великой Отечественной войны. Одним из самых ярких подвижников этой идеи был композитор и музыкальный общественный деятель, сын Г. Я. Красного-Адмони,Иоганн Григорьевич Адмони, который стал впоследствии (с 1949) руководителем Ленинградского Семинара самодеятельных композиторов.

## Ленинградский семинар самодеятельных композиторов
Ленинградский семинар самодеятельных композиторов располагался в здании Дома композиторов в Ленинграде (ныне Санкт-Петербург), улица Герцена (ныне ул. Большая Морская), дом 45.
Руководитель семинара Иоганн Григорьевич Адмони, композитор и музыкальный общественный деятель, сын Григория Яковлевича Красного-Адмони.
Известные семинаристы — В. С. Дашкевич, А. П. Аверкин, Е. И. Клячкин, В. В. Анисимов и другие.
После удачного опыта с участием ЛОСК подобные семинары появились и в других городах СССР, например, в Москве при Московской организации Союза композиторов СССР.
Семинары действовали в рамках уставов организаций Союза композиторов, что позволяло учащимся-семинаристам поступать в различные музыкальные средние и высшие учебные заведения, в частности, в Ленинградскую и Московскую консерватории на общих основаниях, но с большим багажом знаний в области музыки.
Не менее двух десятков композиторов-выпускников консерваторий сначала были учащимися семинара.
Важная особенность семинаров — в них преподавали практически все важные музыкальные дисциплины на факультативной основе те же профессора из консерваторий. Это позволяло семинаристам фактически получать полный объём консерваторских знаний, но без вручения им государственного диплома. Последний факт в СССР имел очень важное значение для дальнейшей работы музыкантов, что и вынуждало многих из них поступать и формально оканчивать консерватории. При этом, как минимум, четверо семинаристов Ленинградского семинара из обоймы середины 1970-х стали заметными музыкантами и без диплома консерватории. Это композиторы — бард Евгений Клячкин, фольклорист Александр Следин, симфонист, ученый-физик Владимир Анисимов , песенник Евгений Калинин.
В Ленинградском семинаре преподавали И. Г. Адмони, И. Я. Пустыльник и А. Д. Мнацаканян, и др. профессора из Ленинградской государственной консерватории.
В частности, незадолго до конца существования семинара, что случилось практически сразу после смерти И. Г. Адмони в 1979, к основным педагогам семинара присоединился (в 1977) А. Г. Юсфин, музыковед и теоретик музыки, но в силу политической обстановки перед революционными событиями 1990-х в СССР он не смог удержать семинар на плаву и эта уникальная составляющая образования в России фактически утратила в будущем своё значение.